# Вища партійна школа
Вища партійна школа при ЦК КПРС (ВПШ) — заклад вищої освіти в СРСР у 1946—1991 рр. для підготовки керівних партійних і радянських кадрів, а також підготовки керівників засобів масової інформації.

## Загальні відомості
Вища партійна школа при ЦК КПРС (ВПШ) — заклад вищої освіти.
Школи створювалися також при Центральних Комітетах Комуністичних партій союзних республік, обкомів і крайкомів КПРС. Навчально-методичне управління системою ВПШ здійснювалося Вищою партійною школою при ЦК КПРС і Заочною вищою партійною школою (ЗВПШ) при ЦК КПРС.
Існували очні (ВПШ) і заочні (ЗВПШ) партійні школи. Навчальний процес будувався, виходячи з рівня підготовки абітурієнтів: на базі вищої освіти — вища партійно-політична освіта (з дворічним терміном навчання у ВПШ і трирічним у заочній ВПШ), на базі середньої — вища загальна і партійно-політична освіта (з чотирирічним терміном навчання у ВПШ і п'ятирічним у заочній ВПШ).

## Кафедри
- Історії КПРС;
- Марксистсько-ленінської філософії;
- Наукового комунізму;
- Політичної економії;
- Партійного будівництва;
- Сучасного міжнародного комуністичного, робочого і національно визвольного руху;
- Радянської економіки;
- Економіки сільського господарства;
- Державного права і радянського будівництва;
- Журналістики і літератури;
- Іноземних мов.

Кафедри наряду з навчально-методичною вели науково-дослідну роботу, готували монографії, розробляли програми, посібники та навчально-методичні посібники.

## Історія
Підготовка керівних кадрів партійних осередків у період до 1917 року в основному здійснювався в марксистських гуртках. Першим навчальним закладом для підготовки партійних кадрів була створена 1911 року в передмісті Парижа Партійна школа в Лонжюмо. Після Жовтневої революції 1917 року почалося активне будівництво більшовицької системи освіти на ідеології класової боротьби. Практично в усіх великих містах створювалися школи або курси партійної роботи.
Попередниками Вищої партійної школи при ЦК ВКП(б)/КПРС були курси агітаторів-інструкторів при ВЦВК, створені в червні 1918 року, Комуністичний університет імені Якова Свердлова (1919), Вища школа пропагандистів імені Якова Свердлова. З 1939 року Вища партійна школа при ЦК КПРС.
Наряду з ВПШ при ЦК КПРС були створені ВПШ з дворічним терміном освіти при ЦК КП союзних республік, обкомах і крайкомах партії, зокрема Вища партійна школа при ЦК КПУ. 1956 року кількість ВПШ було скорочено Постановою ЦК КПРС і створено Заочну ВПШ при ЦК КПРС. Починаючи з 1972 року, у всіх ВПШ, крім підготовки з марксизму-ленінізму, теорії і практики партійної і радянської роботи, стали приділяти увагу вивченню управління народним господарством, соціальної психології і педагогіки в партійній роботі, досвіду соціалістичних країн — членів РЕВ.

## Післярадянська трансформація
Після розпаду СРСР в 1991 році й ліквідації монопольної влади КПРС її навчально-ідеологічні інституції не зникли, а змінили назву.
В Росії колишня ВПШ при ЦК КПРС зветься Російський державний соціальний університет.
В Україні колишню ВПШ при ЦК КПУ розформовано, в її приміщенні нині розташувалися Інститут журналістики та Інститут міжнародних відносин Київського національного університету імені Тараса Шевченка, а також Національна академія державного управління при Президентові України.